# Андерс Спарман
Андерс Еріксон Спарман (швед. Anders Erikson Sparrman, 27 лютого 1748 — 9 серпня 1820) — шведський натураліст, аболіціоніст і апостол Карла Ліннея.

## Біографія
Був сином священника. Дев'ятирічним вступив до Уппсальського університету, почавши медичні дослідження в чотирнадцять і стає одним з видатних учнів Ліннея. У 1765 році він вирушив у подорож у Китай як лікар корабля, повернувшись за два роки додому з описами тварин і рослин, з якими він зіткнувся.
Спарман відплив на мис Доброї Надії в січні 1772, щоб обійняти посаду наставника. Коли Джеймс Кук прибув туди в кінці цього року на початку своєї другої подорожі, Спармана було прийнято як помічника натуралістів Йоганна Форстера та Георга Форстера. Після рейсу він повернувся у Кейптаун у липні 1775 та займався медициною, заробляючи достатньо, щоб фінансувати поїздки у глиб континенту.
У 1776 повернувся до Швеції, де був ушанований званням почесного доктора за його відсутності. Він також був обраний членом Шведської королівської академії наук у 1777 році. Він був призначений доглядачем колекцій Шведського музею природознавства у 1780 році, професором природної історії та фармакології у 1781. У 1790 році Спарман був обраний членом Американського філософського товариства.
У 1787 взяв участь в експедиції в Західну Африку, але вона не була успішною.

## Почесті
Астероїд 16646 Спаррман названо на його честь.

## Описані таксони

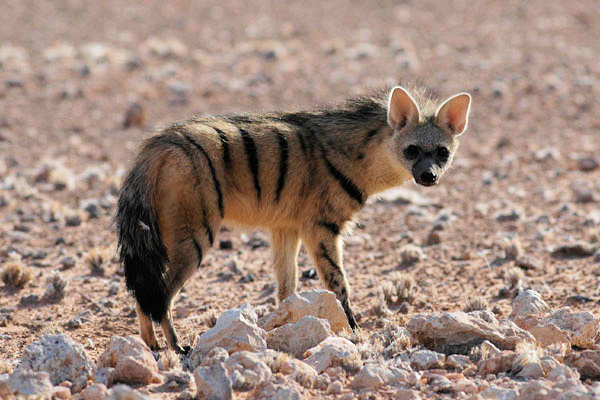
Земляний вовк
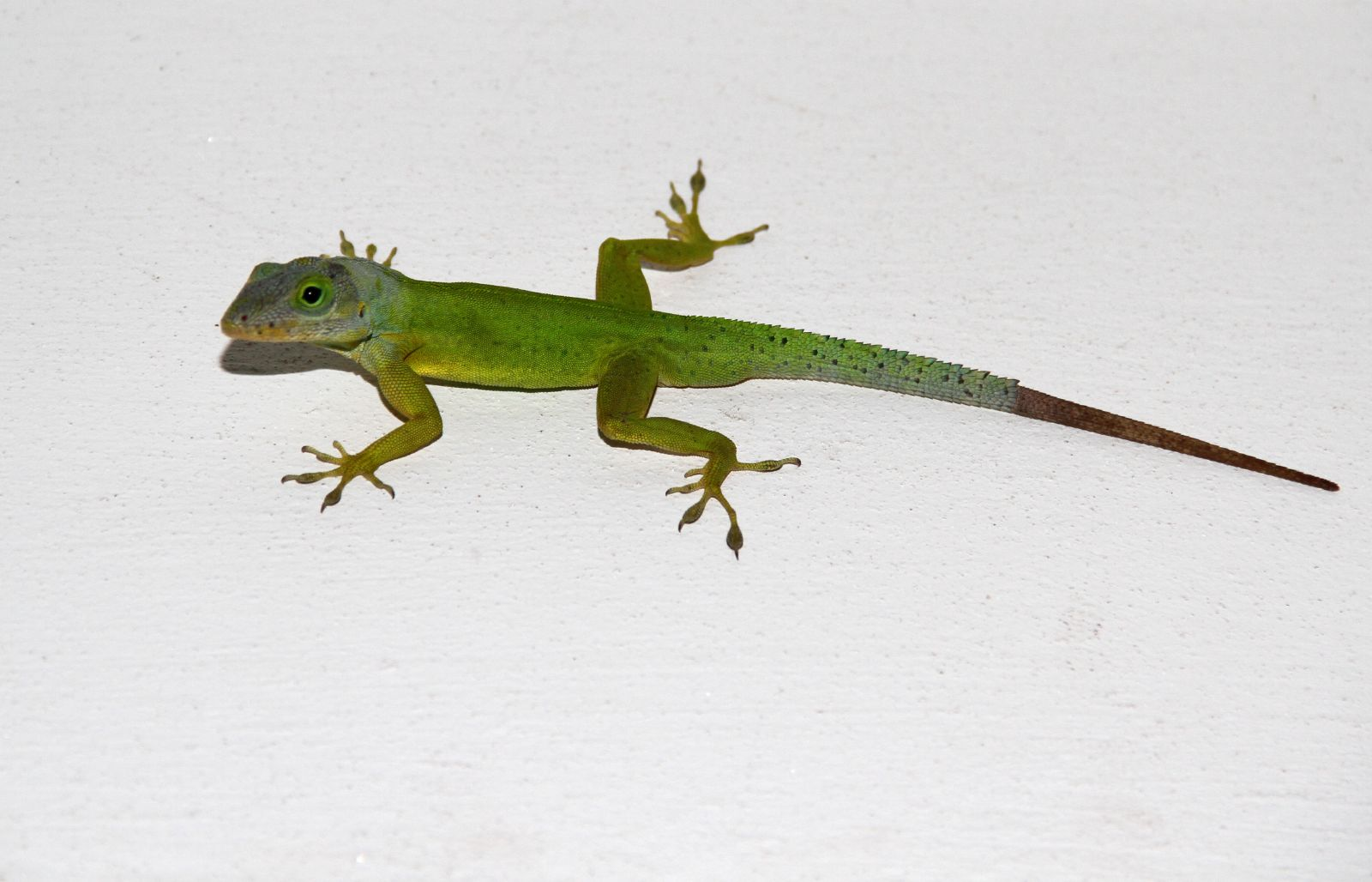
Anolis bimaculatus
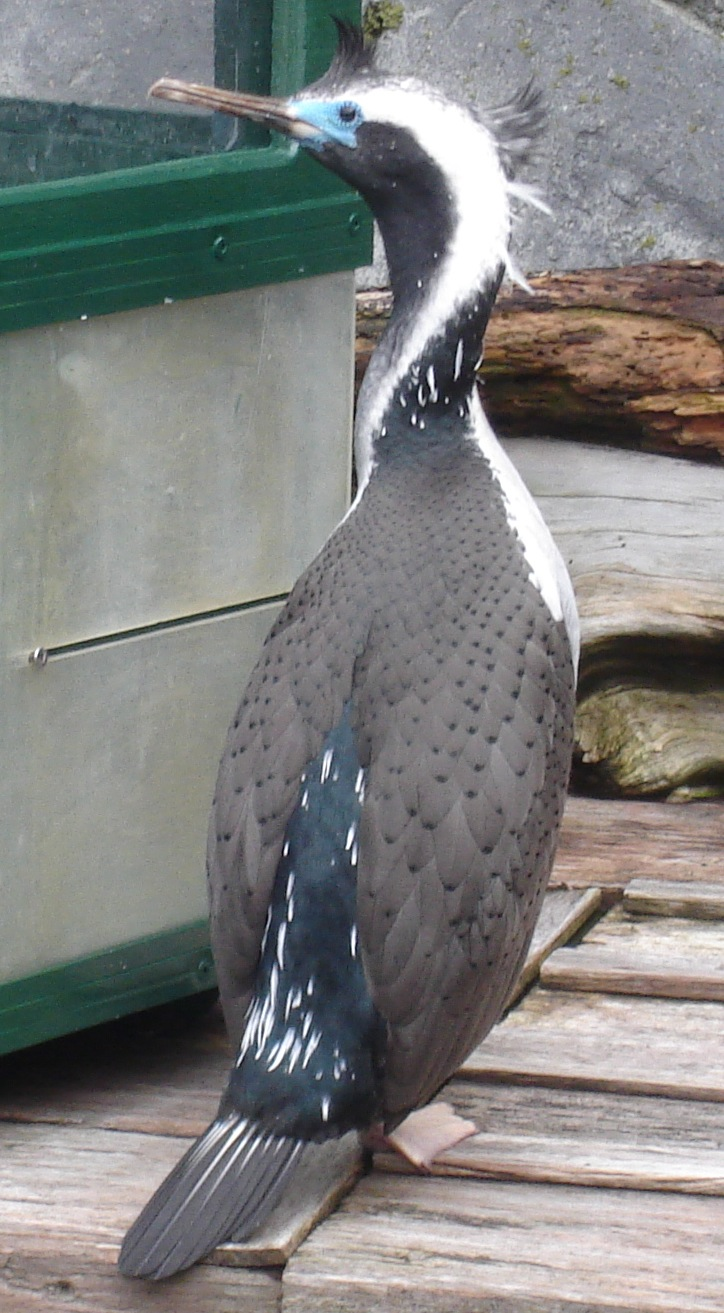
Phalacrocorax punctatus
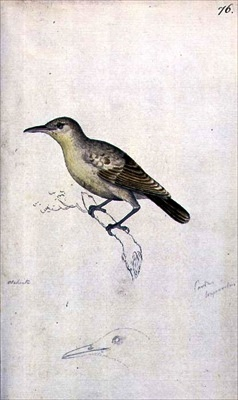
Acrocephalus caffer
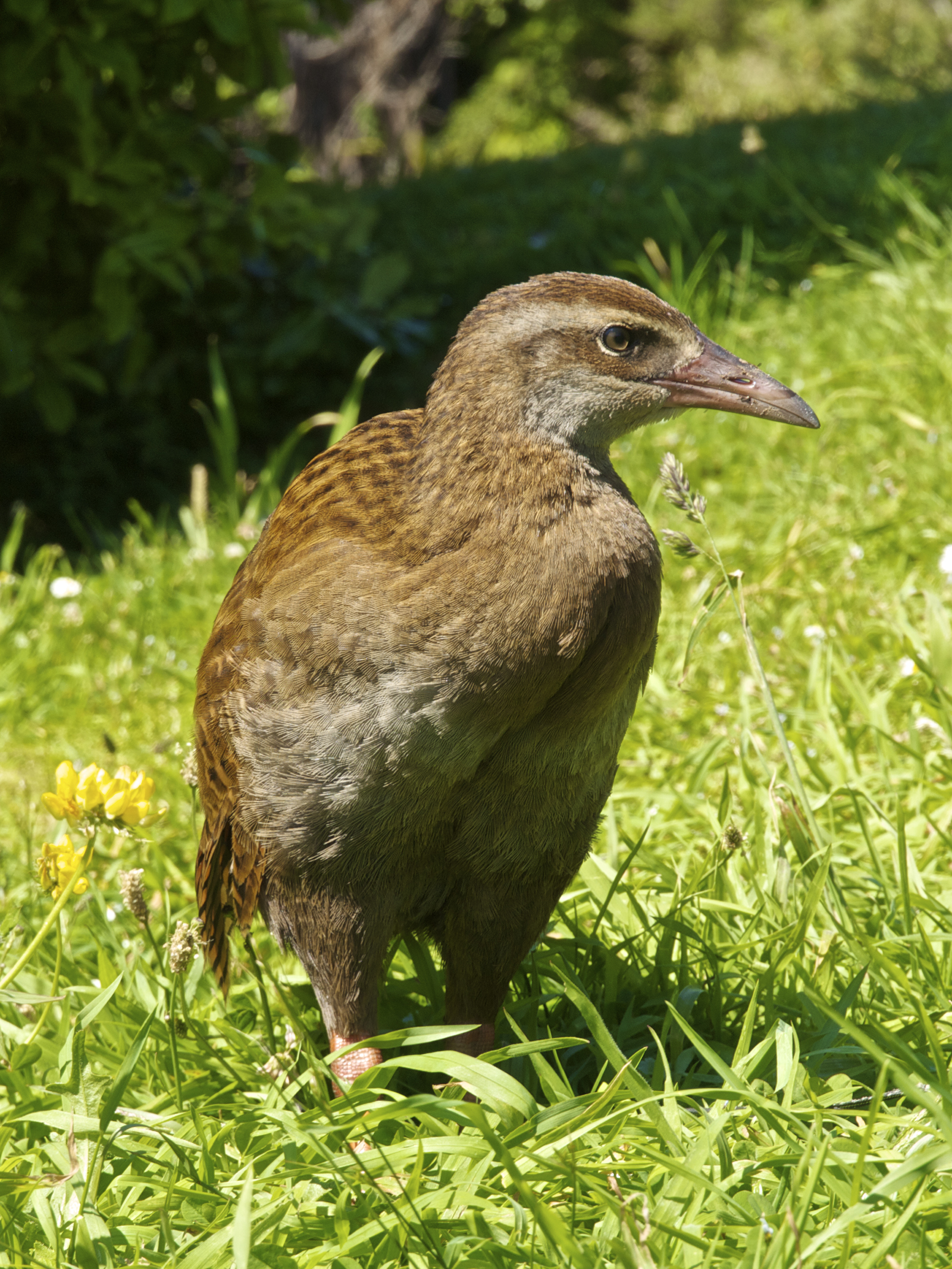
Gallirallus australis
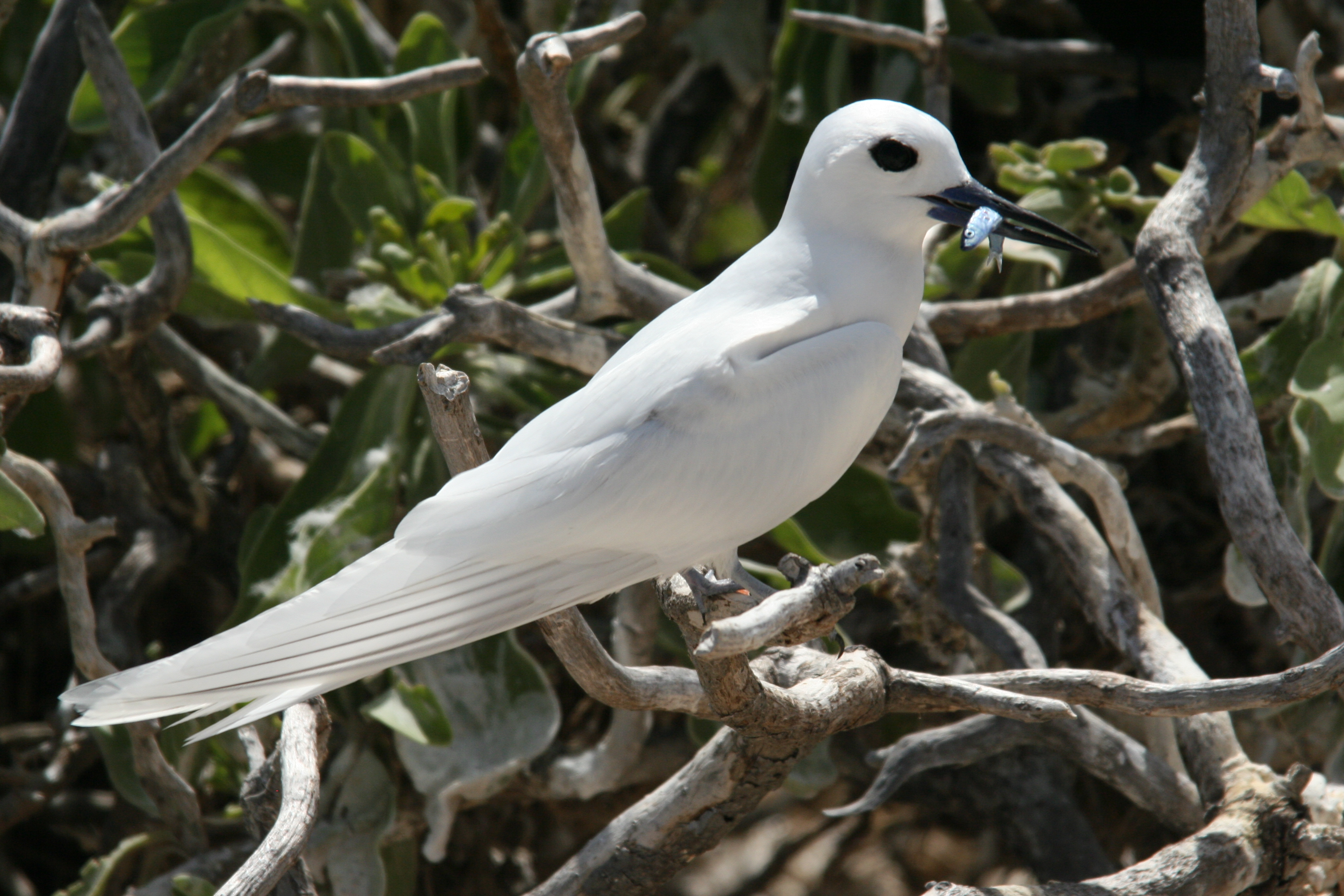
Звичайний білий крячок
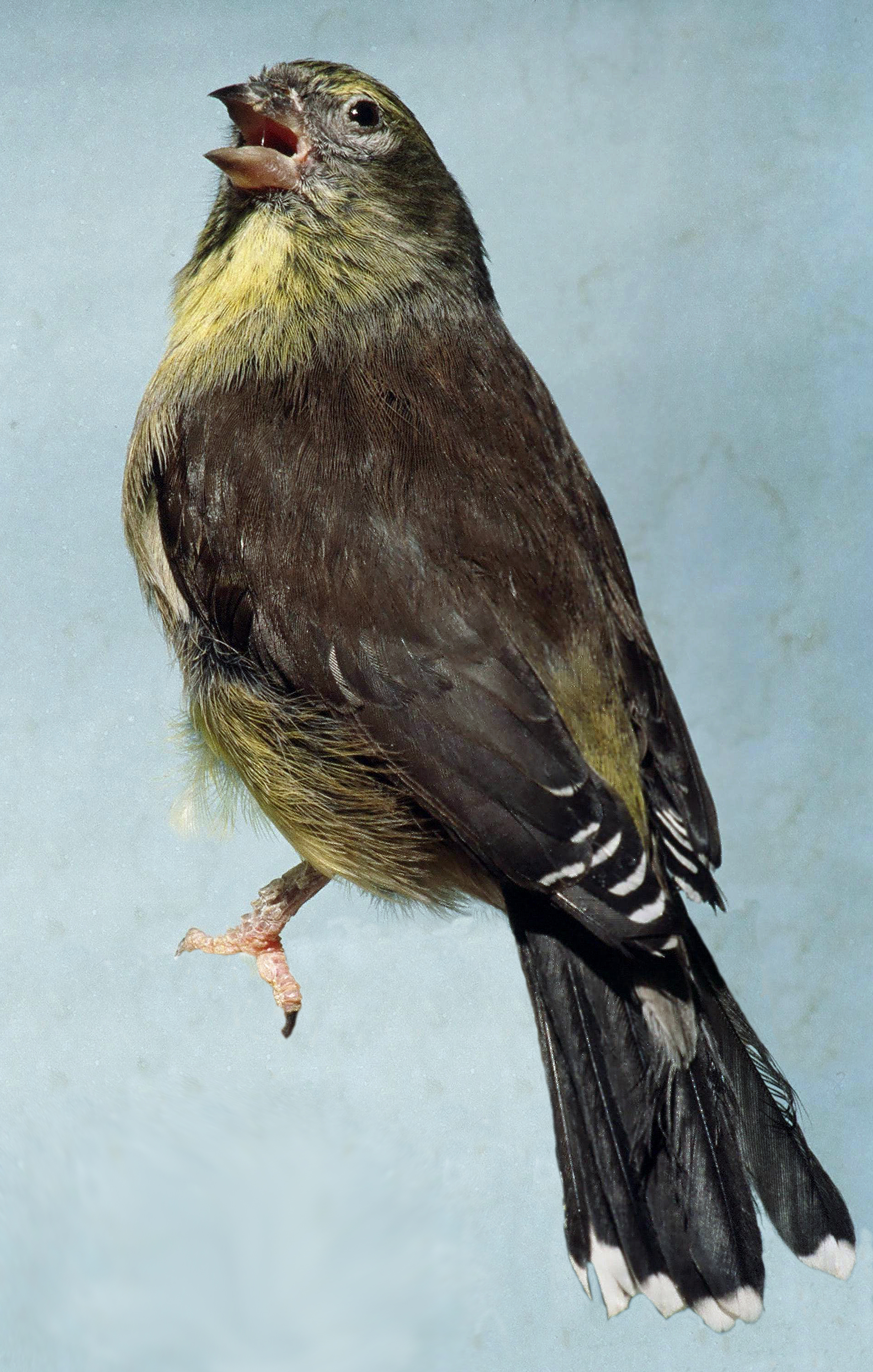
Serinus totta

## Названі на честь вченого таксони
- Tilapia sparrmanii (A. Smith, 1840)